# Seznam dílů seriálu Dexter
Toto je seznam dílů seriálu Dexter. Americký televizní seriál Dexter z produkce televizní stanice Showtime byl poprvé vysílán 1. října 2006. Je založen na románu Drasticky děsivý Dexter (Darkly Dreaming Dexter) od Jeffa Lindsaye. Děj pojednává o Dexteru Morganovi (Michael C. Hall), který pracuje jako krevní specialista pro oddělení vražd miamské policie a je zároveň sériový vrah. Seriál má kompletních osm řad po 12 dílech. První díl osmé řady byl premiérově odvysílán 3. července 2013.

## Přehled řad
| Řada | Díly | Premiéra v USA  | Premiéra v USA    | Premiéra v ČR      | Premiéra v ČR      |
| Řada | Díly | První díl       | Poslední díl      | První díl          | Poslední díl       |
| ---- | ---- | --------------- | ----------------- | ------------------ | ------------------ |
| 1    | 12   | 1. října 2006   | 17. prosince 2006 | 2. ledna 2011      | 20. března 2011    |
| 2    | 12   | 30. září 2007   | 16. prosince 2007 | 27. března 2011    | 12. června 2011    |
| 3    | 12   | 28. září 2008   | 14. prosince 2008 | 19. června 2011    | 4. září 2011       |
| 4    | 12   | 27. září 2009   | 13. prosince 2009 | 11. září 2011      | 27. listopadu 2011 |
| 5    | 12   | 26. září 2010   | 12. prosince 2010 | 4. prosince 2011   | 9. února 2012      |
| 6    | 12   | 2. října 2011   | 18. prosince 2011 | 7. října 2012      | 23. prosince 2012  |
| 7    | 12   | 30. září 2012   | 16. prosince 2012 | 10. listopadu 2013 | 26. ledna 2014     |
| 8    | 12   | 30. červen 2013 | 22. září 2013     | 12. října 2014     | 28. prosince 2014  |

## Seznam dílů

### První řada (2006)
| Č. v seriálu | Č. v řadě | Původní název             | Český název         | Režie            | Scénář                              | Premiéra v USA     | Premiéra v ČR   |
| ------------ | --------- | ------------------------- | ------------------- | ---------------- | ----------------------------------- | ------------------ | --------------- |
| 1            | 1         | Dexter                    | Dexter              | Michael Cuesta   | James Manos, Jr.                    | 1. října 2006      | 2. ledna 2011   |
| 2            | 2         | Crocodile                 | Krokodýlí slzy      | Michael Cuesta   | Clyde Phillips                      | 8. října 2006      | 9. ledna 2011   |
| 3            | 3         | Popping Cherry            | Nevinné mládí       | Michael Cuesta   | Daniel Cerone                       | 15. října 2006     | 16. ledna 2011  |
| 4            | 4         | Let's Give the Boy a Hand | Pomocná ruka        | Robert Lieberman | Drew Z. Greenberg                   | 22. října 2006     | 23. ledna 2011  |
| 5            | 5         | Love American Style       | Americký sen        | Robert Lieberman | Melissa Rosenberg                   | 29. října 2006     | 30. ledna 2011  |
| 6            | 6         | Return to Sender          | Vráceno odesilateli | Tony Goldwyn     | Tim Schlattmann                     | 5. listopadu 2006  | 6. února 2011   |
| 7            | 7         | Circle of Friends         | Okruh přátel        | Steve Shill      | Daniel Cerone                       | 12. listopadu 2006 | 13. února 2011  |
| 8            | 8         | Shrink Wrap               | Cvokař k večeři     | Tony Goldwyn     | Lauren Gussis                       | 19. listopadu 2006 | 20. února 2011  |
| 9            | 9         | Father Knows Best         | Táta to ví nejlíp   | Adam Davidson    | Melissa Rosenberg                   | 26. listopadu 2006 | 27. února 2011  |
| 10           | 10        | Seeing Red                | Vidět rudě          | Michael Cuesta   | Kevin R. Maynard                    | 3. prosince 2006   | 6. března 2011  |
| 11           | 11        | Truth Be Told             | S pravdou ven       | Keith Gordon     | Drew Z. Greenberg a Tim Schlattmann | 10. prosince 2006  | 13. března 2011 |
| 12           | 12        | Born Free                 | Volání krve         | Michael Cuesta   | Daniel Cerone a Melissa Rosenberg   | 17. prosince 2006  | 20. března 2011 |

### Druhá řada (2007)
| Č. v seriálu | Č. v řadě | Původní název                 | Český název                        | Režie          | Scénář                            | Premiéra v USA     | Premiéra v ČR   |
| ------------ | --------- | ----------------------------- | ---------------------------------- | -------------- | --------------------------------- | ------------------ | --------------- |
| 13           | 1         | It's Alive!                   | Ono to žije                        | Tony Goldwyn   | Daniel Cerone                     | 30. září 2007      | 27. března 2011 |
| 14           | 2         | Waiting to Exhale             | Až si vydechnu                     | Marcos Siega   | Clyde Phillips                    | 7. října 2007      | 3. dubna 2011   |
| 15           | 3         | An Inconvenient Lie           | Nepříjemná lež                     | Tony Goldwyn   | Melissa Rosenberg                 | 14. října 2007     | 10. dubna 2011  |
| 16           | 4         | See-Through                   | Průhledný                          | Nick Gomez     | Scott Buck                        | 21. října 2007     | 17. dubna 2011  |
| 17           | 5         | The Dark Defender             | Temný ochránce                     | Keith Gordon   | Tim Schlattmann                   | 28. října 2007     | 24. dubna 2011  |
| 18           | 6         | Dex, Lies, and Videotape      | Dex, lži a video                   | Nick Gomez     | Lauren Gussis                     | 4. listopadu 2007  | 1. května 2011  |
| 19           | 7         | That Night, A Forest Grew     | Noc, kdy se mi rozsvítilo          | Jeremy Podeswa | Daniel Cerone                     | 11. listopadu 2007 | 8. května 2011  |
| 20           | 8         | Morning Comes                 | Svítání                            | Keith Gordon   | Scott Buck                        | 18. listopadu 2007 | 15. května 2011 |
| 21           | 9         | Resistance is Futile          | Odpor je marný                     | Marcos Siega   | Melissa Rosenberg                 | 25. listopadu 2007 | 22. května 2011 |
| 22           | 10        | There's Something About Harry | Tajemství domu Morganů             | Steve Shill    | Scott Reynolds                    | 2. prosince 2007   | 29. května 2011 |
| 23           | 11        | Left Turn Ahead               | Na nejbližší odbočce zahněte vlevo | Marcos Siega   | Scott Buck a Tim Schlattmann      | 9. prosince 2007   | 5. června 2011  |
| 24           | 12        | The British Invasion          | Britská invaze                     | Steve Shill    | Daniel Cerone a Melissa Rosenberg | 16. prosince 2007  | 12. června 2011 |

### Třetí řada (2008)
| Č. v seriálu | Č. v řadě | Původní název              | Český název                    | Režie            | Scénář                           | Premiéra v USA     | Premiéra v ČR     |
| ------------ | --------- | -------------------------- | ------------------------------ | ---------------- | -------------------------------- | ------------------ | ----------------- |
| 25           | 1         | Our Father                 | Náš otec                       | Keith Gordon     | Clyde Phillips                   | 28. září 2008      | 19. června 2011   |
| 26           | 2         | Finding Freebo             | Hledá se Freebo                | Marcos Siega     | Melissa Rosenberg                | 5. října 2008      | 26. října 2011    |
| 27           | 3         | The Lion Sleeps Tonight    | Lev dnes v noci spí            | John Dahl        | Scott Buck                       | 12. října 2008     | 3. července 2011  |
| 28           | 4         | All in the Family          | Co je doma, to se počítá       | Keith Gordon     | Adam E. Fierro                   | 19. října 2008     | 10. července 2011 |
| 29           | 5         | Turning Biminese           | Plavba za domovem              | Marcos Siega     | Tim Schlattmann                  | 26. října 2008     | 17. července 2011 |
| 30           | 6         | Sí Se Puede                | Ano, jde to                    | Ernest Dickerson | Charles H. Eglee                 | 2. listopadu 2008  | 24. července 2011 |
| 31           | 7         | Easy as Pie                | Jasné jako facka               | Steve Shill      | Lauren Gussis                    | 9. listopadu 2008  | 31. července 2011 |
| 32           | 8         | The Damage a Man Can Do    | Efekt motýlích křídel          | Marcos Siega     | Scott Buck                       | 16. listopadu 2008 | 7. srpna 2011     |
| 33           | 9         | About Last Night           | Co se stalo včera v noci       | Tim Hunter       | Scott Reynolds                   | 23. listopadu 2008 | 14. srpna 2011    |
| 34           | 10        | Go Your Own Way            | Jít svou vlastní cestou        | John Dahl        | Tim Schlattmann                  | 30. listopadu 2008 | 28. srpna 2011    |
| 35           | 11        | I Had a Dream              | Rozlučka                       | Marcos Siega     | Charles H. Eglee a Lauren Gussis | 7. prosince 2008   | 28. srpna 2011    |
| 36           | 12        | Do You Take Dexter Morgan? | Chcete si vzít Dextera Morgana | Keith Gordon     | Scott Buck                       | 14. prosince 2008  | 4. září 2011      |

### Čtvrtá řada (2009)
| Č. v seriálu | Č. v řadě | Původní název        | Český název                | Režie            | Scénář                             | Premiéra v USA     | Premiéra v ČR      |
| ------------ | --------- | -------------------- | -------------------------- | ---------------- | ---------------------------------- | ------------------ | ------------------ |
| 37           | 1         | Living the Dream     | Život jako ve snu          | Marcos Siega     | Clyde Phillips                     | 27. září 2009      | 11. září 2011      |
| 38           | 2         | Remains to Be Seen   | Pozůstatky                 | Brian Kirk       | Charles H. Eglee                   | 4. října 2009      | 18. září 2011      |
| 39           | 3         | Blinded by the Light | Oslepení                   | Marcos Siega     | Scott Buck                         | 11. října 2009     | 25. září 2011      |
| 40           | 4         | Dex Takes a Holiday  | Dexter má dovolenou        | John Dahl        | Melissa Rosenberg a Wendy West     | 18. října 2009     | 2. října 2011      |
| 41           | 5         | Dirty Harry          | Drsný Harry                | Keith Gordon     | Tim Schlattmann                    | 25. října 2009     | 9. října 2011      |
| 42           | 6         | If I Had a Hammer    | Kladivo vrací úder         | Romeo Tirone     | Lauren Gussis                      | 1. listopadu 2009  | 16. října 2011     |
| 43           | 7         | Slack Tide           | Mrtvá voda                 | Tim Hunter       | Scott Buck                         | 8. listopadu 2009  | 23. října 2011     |
| 44           | 8         | Road Kill            | Vražda meziměsto           | Ernest Dickerson | Melissa Rosenberg a Scott Reynolds | 15. listopadu 2009 | 30. října 2011     |
| 45           | 9         | Hungry Man           | Velké sousto               | John Dahl        | Wendy West                         | 22. listopadu 2009 | 6. listopadu 2011  |
| 46           | 10        | Lost Boys            | Ztracení chlapci           | Keith Gordon     | Charles H. Eglee a Tim Schlattmann | 29. listopadu 2009 | 13. listopadu 2011 |
| 47           | 11        | Hello, Dexter Morgan | Dobrý den, Dextere Morgane | SJ Clarkson      | Scott Buck a Lauren Gussis         | 6. prosince 2009   | 20. listopadu 2011 |
| 48           | 12        | The Getaway          | Už je po všem              | Steve Shill      | Scott Reynolds a Melissa Rosenberg | 13. prosince 2009  | 27. listopadu 2011 |

### Pátá řada (2010)
| Č. v seriálu | Č. v řadě | Původní název             | Český název        | Režie            | Scénář                        | Premiéra v USA     | Premiéra v ČR     |
| ------------ | --------- | ------------------------- | ------------------ | ---------------- | ----------------------------- | ------------------ | ----------------- |
| 49           | 1         | My Bad                    | Pardon             | Steve Shill      | Chip Johannessen              | 26. září 2010      | 4. prosince 2011  |
| 50           | 2         | Hello, Bandit             | Nazdárek, bandito  | John Dahl        | Scott Buck                    | 3. října 2010      | 11. prosince 2011 |
| 51           | 3         | Practically Perfect       | Prakticky dokonalá | Ernest Dickerson | Manny Coto                    | 10. října 2010     | 18. prosince 2011 |
| 52           | 4         | Beauty and the Beast      | Kráska a zvíře     | Milan Cheylov    | Jim Leonard                   | 17. října 2010     | 25. prosince 2011 |
| 53           | 5         | First Blood               | První krev         | Romeo Tirone     | Tim Schlattmann               | 24. října 2010     | 1. ledna 2012     |
| 54           | 6         | Everything is Illumenated | Utlumení vztahů    | Steve Shill      | Wendy West                    | 31. října 2010     | 8. ledna 2012     |
| 55           | 7         | Circle Us                 | Uzavřený kruh      | John Dahl        | Scott Buck                    | 7. listopadu 2010  | 15. ledna 2012    |
| 56           | 8         | Take It!                  | Ber to             | Romeo Tirone     | Manny Coto a Wendy West       | 14. listopadu 2010 | 22. ledna 2012    |
| 57           | 9         | Teenage Wasteland         | Mladé a neklidné   | Ernest Dickerson | Lauren Gussis                 | 21. listopadu 2010 | 29. ledna 2012    |
| 58           | 10        | In the Beginning          | Na začátku         | Keith Gordon     | Scott Reynolds                | 28. listopadu 2010 | 5. února 2012     |
| 59           | 11        | Hop a Freighter           | Vážný svinstvo     | John Dahl        | Karen Campbell                | 5. prosince 2010   | 12. února 2012    |
| 60           | 12        | The Big One               | Velká ryba         | Steve Shill      | Chip Johannessen a Manny Coto | 12. prosince 2010  | 19. února 2012    |

### Šestá řada (2011)
| Č. v seriálu | Č. v řadě | Původní název                  | Český název                 | Režie            | Scénář                                        | Premiéra v USA     | Premiéra v ČR      |
| ------------ | --------- | ------------------------------ | --------------------------- | ---------------- | --------------------------------------------- | ------------------ | ------------------ |
| 61           | 1         | Those Kinds of Things          | Věřte, nevěřte              | John Dahl        | Scott Buck                                    | 2. října 2011      | 7. října 2012      |
| 62           | 2         | Once Upon a Time…              | Bylo, nebylo…               | SJ Clarkson      | Tim Schlattmann                               | 9. října 2011      | 14. října 2012     |
| 63           | 3         | Smokey and the Bandit          | Polda a bandita             | Stefan Schwartz  | Manny Coto                                    | 16. října 2011     | 28. října 2012     |
| 64           | 4         | A Horse of a Different Color   | Jezdci apokalypsy           | John Dahl        | Lauren Gussis                                 | 23. října 2011     | 27. srpna 2013     |
| 65           | 5         | The Angel of Death             | Anděl smrti                 | SJ Clarkson      | Scott Reynolds                                | 30. října 2011     | 4. listopadu 2012  |
| 66           | 6         | Just Let Go                    | Temné sbohem                | John Dahl        | Jace Richdale                                 | 6. listopadu 2011  | 11. listopadu 2012 |
| 67           | 7         | Nebraska                       | Výlet do Nebrasky           | Romeo Tirone     | Wendy West                                    | 13. listopadu 2011 | 18. listopadu 2012 |
| 68           | 8         | Sin of Omission                | Hříšní lidé města miamského | Ernest Dickerson | Arika Lisanne Mittman                         | 20. listopadu 2011 | 25. listopadu 2012 |
| 69           | 9         | Get Gellar                     | Mrazivé zjištění            | Seith Mann       | Karen Campbell                                | 27. listopadu 2011 | 2. prosince 2012   |
| 70           | 10        | Ricochet Rabbit                | Svědkův učeň                | Michael Lehmann  | Jace Richdale, Lauren Gussis a Scott Reynolds | 4. prosince 2011   | 9. prosince 2012   |
| 71           | 11        | Talk to the Hand               | Řekni to mé ruce            | Ernest Dickerson | Manny Coto a Tim Schlattmann                  | 11. prosince 2011  | 16. prosince 2012  |
| 72           | 12        | This is the Way the World Ends | Konec světa                 | John Dahl        | Scott Buck a Wendy West                       | 4. prosince 2011   | 23. prosince 2012  |

### Sedmá řada (2012)
| Č. v seriálu | Č. v řadě | Původní název             | Český název                   | Režie            | Scénář                                        | Premiéra v USA     | Premiéra v ČR      |
| ------------ | --------- | ------------------------- | ----------------------------- | ---------------- | --------------------------------------------- | ------------------ | ------------------ |
| 73           | 1         | Are You…?                 | Ty jsi…?                      | John Dahl        | Scott Buck                                    | 30. září 2012      | 10. listopadu 2013 |
| 74           | 2         | Sunshine and Frosty Swirl | Na slunci s točenou zmrzlinou | Steve Shill      | Manny Coto                                    | 7. října 2012      | 17. listopadu 2013 |
| 75           | 3         | Buck the System           | Systému navzdory              | Stefan Schwartz  | Mark Hudis                                    | 14. října 2012     | 24. listopadu 2013 |
| 76           | 4         | Run                       | Uteč                          | John Dahl        | Wendy West                                    | 21. října 2012     | 27. srpna 2013     |
| 77           | 5         | Swim Deep                 | Do hloubky                    | Ernest Dickerson | Scott Reynolds                                | 28. října 2012     | 8. prosince 2013   |
| 78           | 6         | Do the Wrong Thing        | Špatná rozhodnutí             | Alik Sakharov    | Lauren Gussis                                 | 4. listopadu 2012  | 15. prosince 2013  |
| 79           | 7         | Chemistry                 | Chemie                        | Holly Dale       | Manny Coto a Karen Campbell                   | 11. prosince 2012  | 22. prosince 2013  |
| 80           | 8         | Argentina                 | Argentina                     | Romeo Tirone     | Arika Lisanne Mittman                         | 18. listopadu 2012 | 29. prosince 2013  |
| 81           | 9         | Helter Skelter            | Hlava nehlava                 | Steve Shill      | Tim Schlattmann                               | 25. listopadu 2012 | 5. ledna 2014      |
| 82           | 10        | The Dark… Whatever        | Zodpovědní dospělí            | Michael Lehmann  | Lauren Gussis, Jace Richdale a Scott Reynolds | 2. prosince 2012   | 12. ledna 2014     |
| 83           | 11        | Do You See What I See?    | Vidíš to, co já?              | John Dahl        | Manny Coto a Wendy West                       | 9. prosince 2012   | 19. ledna 2014     |
| 84           | 12        | Surprise, Motherfucker!   | Nový začátek konce            | Steve Shill      | Scott Buck a Tim Schlattmann                  | 16. prosince 2012  | 26. ledna 2014     |

### Osmá řada (2013)
| Č. v seriálu | Č. v řadě | Původní název                | Český název              | Režie            | Scénář                         | Premiéra v USA    | Premiéra v ČR      |
| ------------ | --------- | ---------------------------- | ------------------------ | ---------------- | ------------------------------ | ----------------- | ------------------ |
| 85           | 1         | A Beautiful Day              | Nádhernej den            | Keith Gordon     | Scott Buck                     | 30. června 2013   | 12. října 2014     |
| 86           | 2         | Every Silver Lining…         | Není nebe bez mráčku...  | Michael C. Hall  | Manny Coto                     | 7. července 2013  | 19. října 2014     |
| 87           | 3         | What's Eating Dexter Morgan? | Co žere Dextera Morgana? | Ernest Dickerson | Lauren Gussis                  | 14. července 2013 | 26. října 2014     |
| 88           | 4         | Scar Tissue                  | Zjizvená tkáň            | Norman Buckley   | Joseph Dougherty               | 2. července 2013  | 2. listopadu 2014  |
| 89           | 5         | This Little Piggy            | Vařila myšička kašičku   | Romeo Tirone     | Scott Reynolds                 | 28. července 2013 | 9. listopadu 2014  |
| 90           | 6         | A Little Reflection          | Kousek sebe              | John Dahl        | Jace Richdale                  | 4. srpna 2013     | 16. listopadu 2014 |
| 91           | 7         | Dress Code                   | Kodex oblékání           | Alik Sakharov    | Arika Lisanne Mittman          | 11. srpna 2013    | 23. listopadu 2014 |
| 92           | 8         | Are We There Yet?            | Už tam budem?            | Holly Dale       | Wendy West                     | 18. srpna 2013    | 30. listopadu 2014 |
| 93           | 9         | Make Your Own Kind of Music  | Ohraná písnička          | John Dahl        | Karen Campbell                 | 25. srpna 2013    | 7. prosince 2014   |
| 94           | 10        | Goodbye Miami                | Sbohem, Miami            | Steve Shill      | Jace Richdale a Scott Reynolds | 8. září 2013      | 14. prosince 2014  |
| 95           | 11        | Monkey in a Box              | Ten starý Dexter         | Ernest Dickerson | Tim Schlattmann a Wendy West   | 15. září 2013     | 21. prosince 2014  |
| 96           | 12        | Remember the Monsters?       | Pamatuješ si ty zrůdy?   | Steve Shill      | Scott Buck a Manny Coto        | 22. září 2013     | 28. prosince 2014  |